# Fraham
Fraham ist eine Gemeinde mit 2611 Einwohnern (Stand 1. Jänner 2024) in Oberösterreich im Bezirk Eferding im Hausruckviertel.

## Geografie
Fraham liegt am Innbach, der in 270 Meter Seehöhe das Gemeindegebiet von Südwest nach Nordost durchfließt. Im Süden steigen bewaldete Höhen auf über 400 Meter an. Die Ausdehnung der Gemeinde beträgt von Nord nach Süd 6,7 und von West nach Ost 6,2 Kilometer. Fraham hat eine Fläche von 17 Quadratkilometer. Davon sind 78 Prozent landwirtschaftliche Nutzfläche und sechs Prozent sind bewaldet.

### Gemeindegliederung
Das Gemeindegebiet umfasst folgende 15 Ortschaften (in Klammern Einwohnerzahl Stand 1. Jänner 2024):
- Aumühle (67)
- Fraham (619)
- Güttlfeld (476)
- Hörstorf (68)
- Inn (106)
- Kappelding (31)
- Lahöfen (11)
- Oberhillinglah (22)
- Raffelding (278)
- Ranzing (5)
- Simbach (45)
- Steinberg (93)
- Steinholz (300)
- Trattwörth (46)
- Unterhillinglah (444)

Die Gemeinde besteht aus den Katastralgemeinden Fraham und Hörstorf.
Die Gemeinde liegt im Gerichtsbezirk Eferding.

### Nachbargemeinden
| Hinzenbach | Eferding                                    | Pupping |
|            | Kompassrose, die auf Nachbargemeinden zeigt | Alkoven |
|            | Scharten                                    |         |

## Geschichte

### Ortsgeschichte
Das ganze Eferdinger Becken war zur Römerzeit dicht besiedelt, in Raffelding war eine römische Kohorte stationiert.
Das früheste Schriftzeugnis ist von 1262 und lautet „Vreihaym“. Der Name geht auf mittelhochdeutsch vri (frei) zurück und bezeichnet ein Flurstück, dessen Bewohner nicht abgabepflichtig waren.
Ursprünglich Ostteil des Herzogtums Bayern, gehörte der Ort seit dem 12. Jahrhundert zum Herzogtum Österreich. Seit 1490 wird er dem Fürstentum Österreich ob der Enns zugerechnet.
Während der Napoleonischen Kriege war der Ort mehrfach besetzt.
Seit 1918 gehört der Ort zum Bundesland Oberösterreich. Nach dem Anschluss Österreichs an das Deutsche Reich am 13. März 1938 gehörte der Ort zum Gau Oberdonau. Nach 1945 erfolgte die Wiederherstellung Oberösterreichs.

## Kultur und Sehenswürdigkeiten
- Kapelle:  In Fraham befindet sich eine Kapelle mit Figuren des zeitgenössischen Eferdinger Bildhauers Ägidius Gamsjäger.
- Rosarium: Das 'Rosarium Gruber' befindet sich im Ortsteil Trattwörth. Es zeigt in einem frei zugänglichen Garten auf einer Fläche von 2000 m² eine umfangreiche Rosensammlung.
- Wiesmühle: Die Wiesmühle wird bereits um 1250 urkundlich erwähnt. Das vierstöckige Mühlenhaus wurde mit den Steinen des 1828 abgerissenen Stadttores von Eferding, dem Linzertor, errichtet. Seit 1925 wird die Wasserkraft zur Stromerzeugung genützt und damit auch ein Sägewerk betrieben.

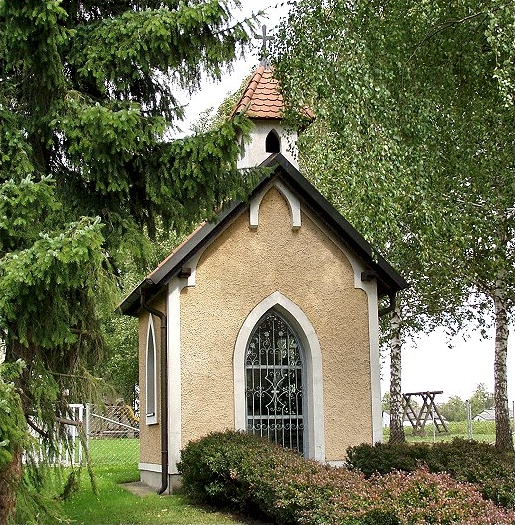
Kapelle in Fraham
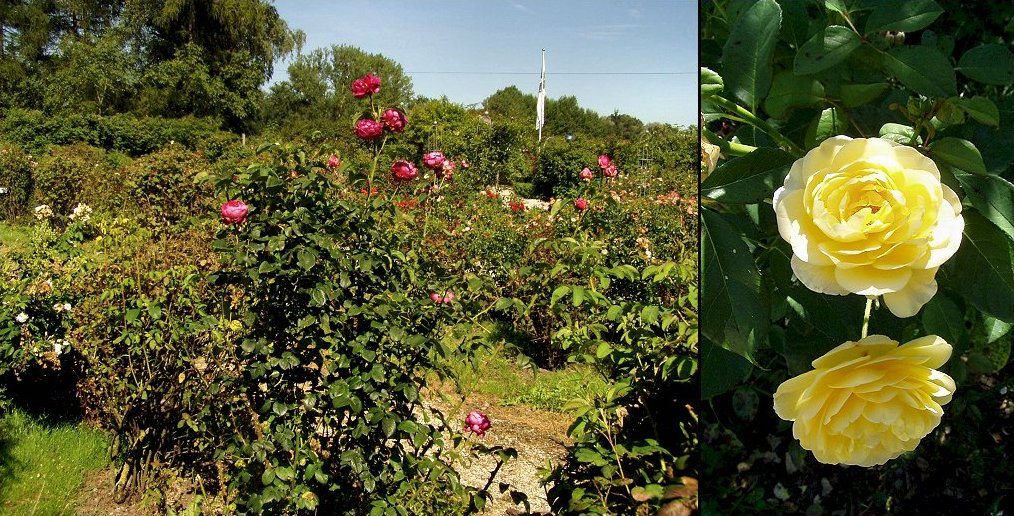
Rosarium mit der Rose Graham Thomas Romantik
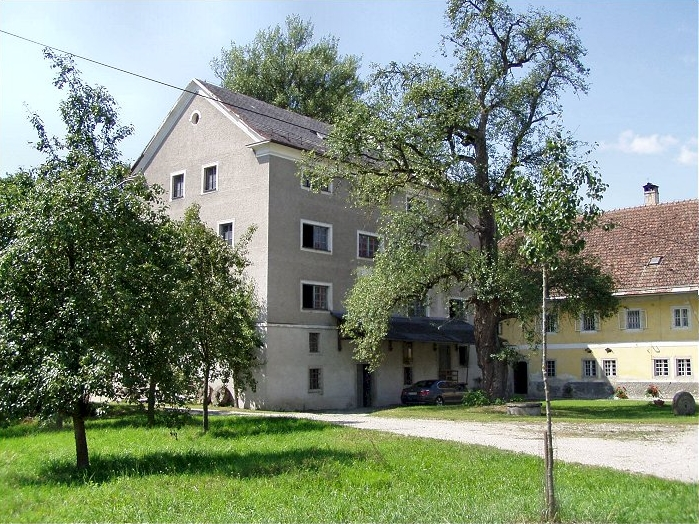
Wiesmühle
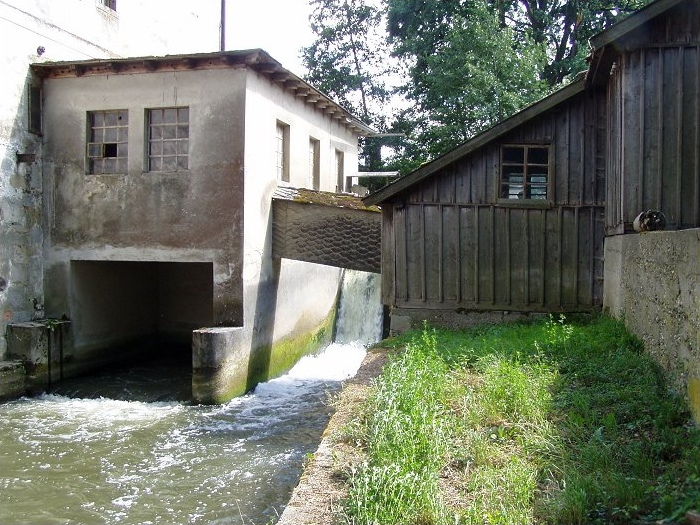
Wiesmühle: Mühlbach mit Wehr und Sägewerk

## Wirtschaft und Infrastruktur

### Wirtschaftssektoren
Von den 56 landwirtschaftlichen Betrieben des Jahres 2010 wurden 31 im Haupt-, 24 im Nebenerwerb und einer von einer Personengemeinschaften geführt. Im Produktionssektor arbeiteten 143 Erwerbstätige im Bereich Warenherstellung, 91 in der Bauwirtschaft und einer in der Energieversorgung. Die wichtigsten Arbeitgeber des Dienstleistungssektors waren die Bereiche Handel (377), Verkehr (69), freiberufliche Dienstleistungen (49) und öffentliche und soziale Dienste (31 Mitarbeiter).
| Wirtschaftssektor            | Anzahl Betriebe | Anzahl Betriebe | Erwerbstätige | Erwerbstätige |
| Wirtschaftssektor            | 2011            | 2001            | 2011          | 2001          |
| ---------------------------- | --------------- | --------------- | ------------- | ------------- |
| Land- und Forstwirtschaft 1) | 56              | 70              | 46            | 66            |
| Produktion                   | 19              | 18              | 235           | 274           |
| Dienstleistung               | 91              | 29              | 548           | 272           |

1) Betriebe mit Fläche in den Jahren 2010 und 1999

### Verkehr
Bahn und Bus: Durch das Gemeindegebiet verlaufen die Eisenbahnlinien Linzer Lokalbahn (LILO) (Linz – Eferding – Peuerbach/Neumarkt-Kallham) und die
Aschacher Bahn (Aschach – Eferding – Wels).
Das Ortszentrum wird durch die LILO-Haltestelle „Fraham“ (etwas außerhalb) und die Buslinie Eferding – Scharten – Wels erschlossen, der Ortsteil Steinholz durch die Aschacher Bahn (Hst. Kalköfen-Daxberg) und durch die Buslinie Aschach – Eferding – Wels.
Weitere Bahnhaltestellen im Gemeindegebiet: Unterhillinglah (LILO) und Lahöfen (Aschacher Bahn).

## Politik

### Gemeinderat
In den Gemeinderat werden 25 Mandatare gewählt.
| Partei | 2021    | 2021    | 2015    | 2015    | 2009  | 2009    | 2003  | 2003    | 1997  | 1997    |
| Partei | Prozent | Mandate | Prozent | Mandate | %     | Mandate | %     | Mandate | %     | Mandate |
| ------ | ------- | ------- | ------- | ------- | ----- | ------- | ----- | ------- | ----- | ------- |
| SPÖ    | 40,77   | 10      | 40,39   | 10      | 43,90 | 12      | 52,58 | 13      | 49,67 | 13      |
| ÖVP    | 30,68   | 8       | 22,70   | 6       | 32,87 | 8       | 30,19 | 8       | 26,19 | 6       |
| FPÖ    | 17,09   | 4       | 22,95   | 6       | 13,30 | 3       | 8,70  | 2       | 24,14 | 6       |
| GRÜNE  | 11,46   | 3       | 13,95   | 3       | 9,92  | 2       | 8,53  | 2       |       |         |

### Bürgermeister
Bürgermeister seit 1855 waren:
- 1855–1861 Johann Huemer
- 1861–1867 Josef (Johann) Aumayr
- 1867–1870 Josef Kremer
- 1870–1873 Franz Fischer
- 1873–1877 Josef Kremer
- 1877–1880 Franz Fischer
- 1880–1888 Andreas Sallaberger
- 1888–1891 Michael Humer
- 1891–1894 Anton Sallaberger
- 1894–1897 Franz Fischer
- 1897–1900 Franz Meindl
- 1900–1903 Adam Fischer
- 1903–1909 Johann Hintenaus
- 1909–1919 Adam Fischer
- 1919–1924 Karl Fischer
- 1924–1929 Mathias Aumayr
- 1929–1938 Karl Fischer
- 1938–1938 Hugo von Wanivenhaus
- 1938–1938 Johann Straßmayr
- 1938–1945 Ferdinand Kirchmayr
- 1945–1945 Robert Aschinger
- 1945–1949 Franz Obermayr
- 1949–1961 Alexander Sallaberger
- 1961–1967 Hans Ecker
- 1967–1980 Johann Bauer
- 1980–1991 Friedrich Greinecker
- 1991–2012 Erwin Hartl (SPÖ)
- seit 2012 Harald Schick (SPÖ)[16]

### Wappen
Offizielle Beschreibung des Gemeindewappens: Geviert von Grün und Gold; 1 und 4 eine goldene Getreidegarbe, zwei und drei eine blaue, linke Schrägleiste, überdeckt durch ein schwarzes Mühlrad. Die Gemeindefarben sind Grün-Gelb-Blau.

Die Getreidegarben in den grünen Feldern betonen den ruralen Charakter der Gemeinde mit 90 % landwirtschaftlich genutzter Katasterfläche. Die Mühlräder in den von einer blauen Querleiste durchzogenen goldenen Feldern erinnern an die seinerzeitige Bedeutung der Getreidemühlen am Innbach, die zu den ältesten Wirtschaftsbetrieben im heutigen Gemeindegebiet zählen.

## Persönlichkeiten

### Söhne und Töchter der Gemeinde
- Ilse Oberländer (1938–2003), Politikerin (SPÖ)
- Anna Elisabeth Achatz (* 1950), Politikerin (FPÖ)